# 日本映画大学

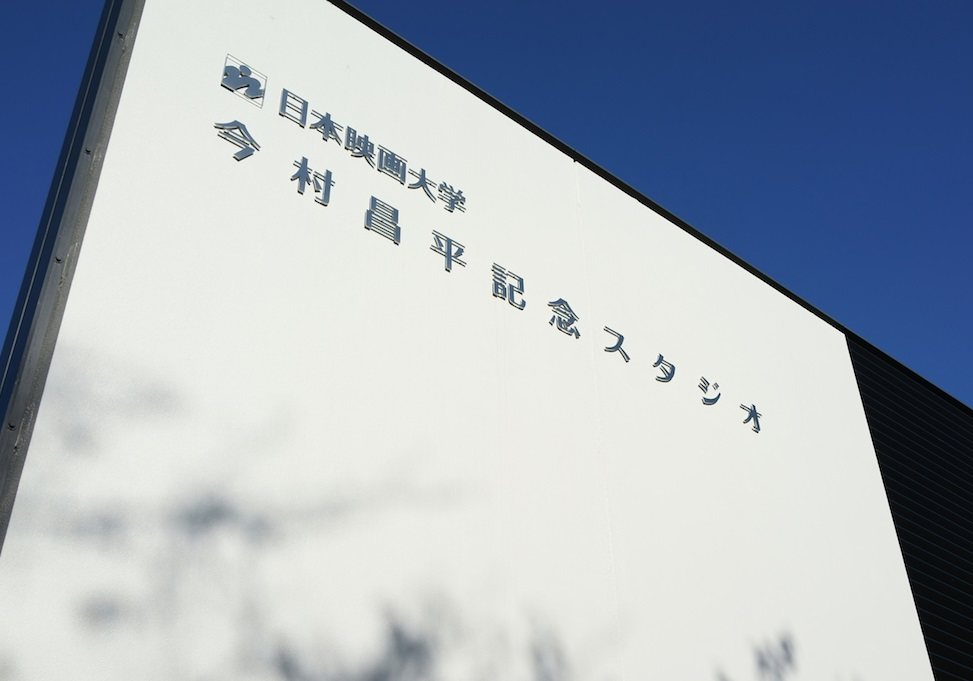
今村昌平記念スタジオ（外観）

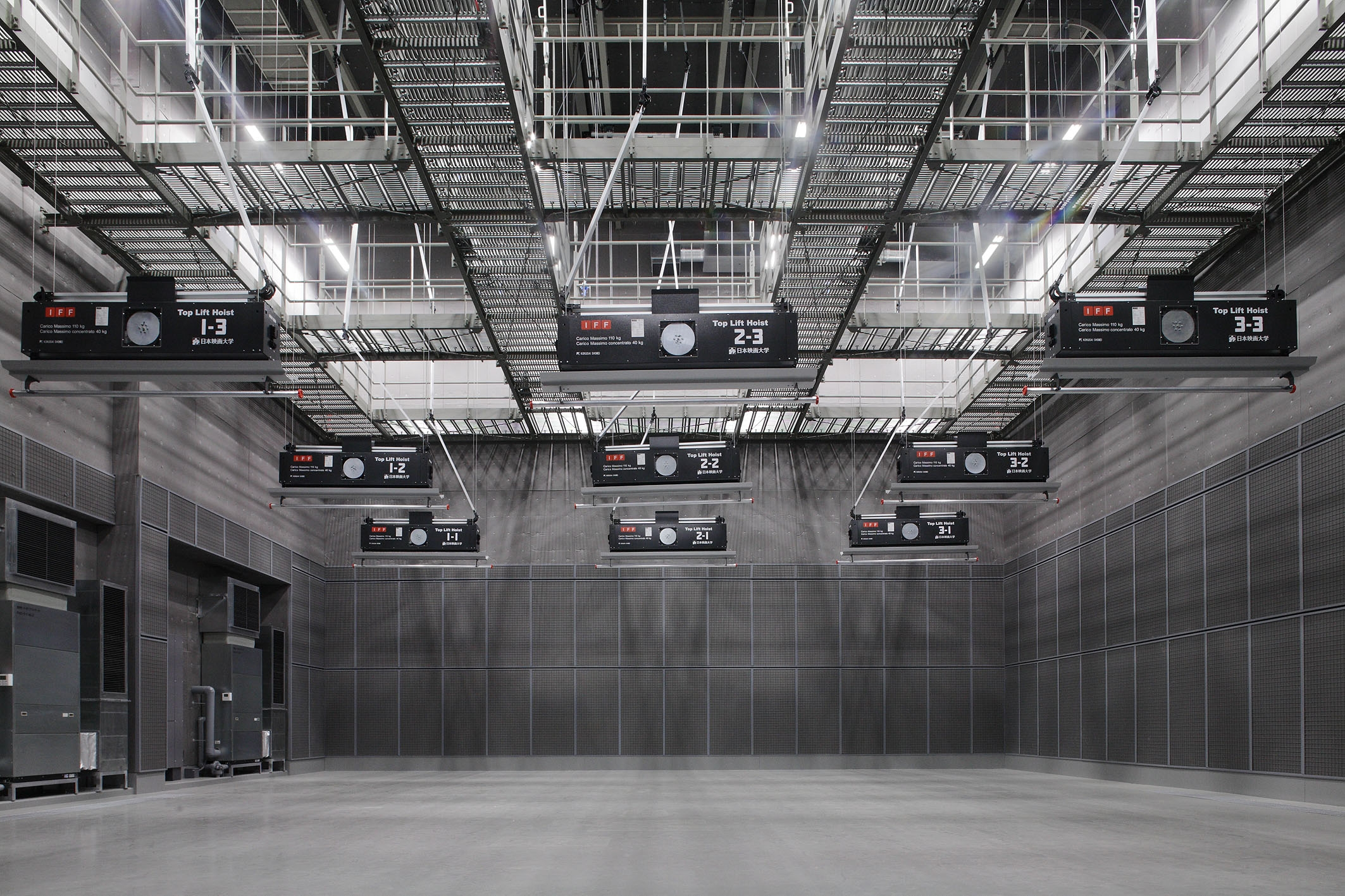
今村昌平記念スタジオ（内観）

日本映画大学（にほんえいがだいがく、英語: Japan Institute of the Moving Image）は、神奈川県川崎市麻生区万福寺一丁目16-30に本部を置く日本の私立大学。1975年創立、2011年大学設置。

## 概観
映画監督・今村昌平が設立した日本映画学校を発展改組する形で2011年に開学した。日本では初となる映画学部のみの単科大学である。
理念には、今村昌平が遺した言葉が使用されている。
前身の日本映画学校時代から映画監督、脚本家、俳優を始めとした映画スタッフを数多く輩出している。映画学校時代の特徴的なカリキュラムとして、3年制である映像科では理念を反映させた「人間研究」という科目を1年次に配し、2年制である俳優科はカリキュラムに「漫才」が取り入れられていたことが挙げられる。漫才の講師は内海桂子・好江が担当していたことから、お笑いタレントも数多く輩出している（内海桂子・好江が所属しているマセキ芸能社に所属する人が多い）。
太平洋戦争中に存在した日本映画学校とは全く関係がない。

## 沿革
- 1975年（昭和50年）4月 - 今村昌平が横浜駅東口のスカイビル（初代）内に、横浜放送映画専門学院（2年制・各種学校）を開校[2]。
- 1984年（昭和59年）4月 - 留学生の募集を開始。
- 1985年（昭和60年）11月 - 学校法人神奈川映像学園設立。横浜放送映画専門学院を日本映画学校（3年制・専門学校）に改称・改組（神奈川県知事より認可）。
- 1986年（昭和61年）4月 - 川崎市、小田急電鉄、映画各社等の協力により、川崎市麻生区新百合ヶ丘駅北口へ移転。今村昌平が学校法人神奈川映像学園理事長・日本映画学校校長となる。映像科・俳優科を設置。
- 1992年（平成4年）4月 - 日本映画学校校長に石堂淑朗が就任。
- 1996年（平成8年）4月 - 日本映画学校校長に佐藤忠男が就任。
- 2004年（平成16年）11月 - 学校法人神奈川映像学園理事長に佐藤忠男が就任（日本映画学校校長と兼任となる）。
- 2007年（平成19年）10月 - 学校法人神奈川映像学園理事長に佐々木史朗が就任。
- 2010年（平成22年）10月 - 文部科学省より日本映画大学設置認可。
- 2011年（平成23年）4月 - 日本映画大学が発足。日本映画学校は新入生の受け入れを停止（映画学部映画学科）。
- 2012年（平成24年）3月 - 日本映画学校 俳優科を廃止。
- 2013年（平成25年）3月 - 日本映画学校 映像科を廃止し、日本映画学校は閉校。

## 基礎データ

### 所在地
- 新百合ヶ丘キャンパス（神奈川県川崎市麻生区万福寺1-16-30 元日本映画学校校舎、北緯35度36分18.0秒 東経139度30分27.1秒）
- 白山キャンパス（神奈川県川崎市麻生区白山2-1-1 映画撮影スタジオ・元川崎市立白山小学校校舎、北緯35度35分29.4秒 東経139度30分44.1秒）

### 教育および研究

#### 学部
- 映画学部
  - 映画学科（以下2018年度からの新カリキュラムに基づく「系」と「コース」）
    - 演出系
      - 演出コース
      - 身体表現・俳優コース
      - ドキュメンタリーコース

    - 技術系
      - 撮影照明コース
      - 録音コース
      - 編集コース

    - 文章系
      - 脚本コース
      - 文芸コース

    - 新系
      - マネジメントコース
      - VFX特殊撮影コース(旧称:メディアアートコース)

かつての組織
- 映画学部
  - 映画学科（特記のない限り、開学時からのカリキュラムに基づいた「系」と「コース」）
    - 創作系
      - 脚本演出コース
      - 撮影照明コース
      - 録音コース
      - 編集コース
      - ドキュメンタリーコース

    - 理論系
      - 理論系Aコース（2011年度入学者）
      - 理論系Bコース（2011年度入学者）
      - 理論コース（2012年度入学者。上記の2コースを統合した）
      - 映画・映像文化コース（2013年度入学者より受け入れ）
      - 身体表現・俳優コース（2016年度入学生より受け入れ／開設前は「身体表現（俳優）コース」と告知された）

なお、日本映画大学では、2年次前半までは全員同一のカリキュラムとなり、以降は6コースに分かれて履修する。

#### 日本映画学校時代
- 映像科（3年制）
2年次より下記のコースに分かれていた。また、他コースとの合同授業やゼミナール形式で開講される科目もあった。
  - 映画演出コース
  - 脚本演出コース
  - 映像ジャーナルコース
  - 撮影・照明コース
  - 映像編集コース
  - 音響クリエイターコース
- 俳優科（2年制）

## 関係者一覧

### 教職員

#### 学長
- 佐藤忠男（初代学長を経て名誉学長）
- 天願大介（初代学科長、2代学部長を経て2代学長）

#### 学科長
- 緒方明（3代学科長）

#### 教授
- 阿部亙英
- 荒井晴彦（元教授）
- 川崎賢子（元教授）
- 川上皓市（元教授）
- さのてつろう
- 関川夏央
- 髙橋世織（初代学部長を経て附属図書館長）
- 弦巻裕
- 中原俊
- 安岡卓治

　※50音順

#### 准教授
- 大澤信亮
- 斎藤久志
- 細野辰興

　※50音順

#### 特任・客員教授
- 荒井晴彦
- 尾上克郎
- 川上皓市
- 熊岡路矢（元教授）
- 晏妮
- 中川譲（元准教授）
- 千葉茂樹

### 卒業生
- 池田直人（レインボー (お笑いコンビ)）

### 日本映画学校時代

#### 教職員
映像科1年
- 担任
  - 橋本信一
  - 伊藤康隆
  - 藤得悦
  - 小林竜雄
  - 丸内敏治
  - 桑田健司
  - 河本瑞貴
- 講師
  - 淀川長治
  - 池端俊策
  - 井土紀州
  - 大永昌弘
  - 柏原寛司
  - 佐藤武光
  - 白鳥あかね
  - 鈴木功
  - 武重邦夫
  - 栃原広昭
  - 松本隆司
  - 渡辺千明
  - 山谷哲夫

ほか
映像科2・3年
- 映画演出
  - 緒方明
  - サトウトシキ
  - 鈴木元
  - 細野辰興
  - 井坂聡
  - 鳥井邦男
  - 冨樫森
  - 中原俊
- 脚本
  - 斎藤久志
  - 渡辺千明
  - 荒井晴彦
- 映像ジャーナル
  - 安岡卓治
  - 千葉茂樹
- 撮影・照明
  - さのてつろう
  - 石渡均
- 映像編集
  - 浦岡敬一
  - 岡安肇
  - 境誠一
  - 阿部亙英
- 音響クリエイター
  - 荒畑洋
- 技術部主任
  - 浜口文幸

俳優科
- 天願大介
- 細野辰興
- 緒方明
- 井坂聡
- 鳥井邦男
- 内海桂子
- 内海好江

#### 卒業生・在校生
横浜スカイビルに所在していた時（横浜放送映画専門学院）の卒業生は横浜○期、日本映画学校の卒業生は映画学校○期と呼称している。

##### 監督・演出
- 月野木隆（横浜1期）
- 中田信一郎（横浜1期）
- TOHJIRO（横浜1期）
- 伊藤裕彰（横浜2期）
- 細野辰興（横浜2期）
- 三池崇史（横浜5期）
- 横山浩之（横浜5期）
- 金秀吉（横浜6期）
- 佐々部清（横浜7期）
- 並木浩士（横浜7期）
- 道木広志（横浜8期）
- 清水浩（横浜9期）
- 市野龍一（横浜10期）
- 佐藤闘介（横浜12期）
- アベユーイチ（映画学校1期）
- 兼重淳（映画学校1期）
- 喜屋武靖（映画学校1期）
- 小島康史（映画学校1期）
- 谷口悟朗（映画学校1期）
- 辻裕之（映画学校1期）
- 李相國（映画学校1期）
- 坂梨公紀（映画学校1期）
- 祭文太郎（映画学校2期）

- 川口浩史（映画学校5期）
- 小沼雄一（映画学校7期）
- 黒川竹春（映画学校8期）
- 窪田将治（映画学校9期）
- 菱沼康介（映画学校9期）
- 新藤風（映画学校10期）
- 草野陽花（映画学校11期）
- 林田賢太（映画学校11期）
- 松江哲明（映画学校11期）
- 李相日（映画学校11期）
- 島田伊智郎（映画学校13期）
- ジョン・ヒジリ（映画学校13期）
- 今田哲史（映画学校15期）
- 木村茂之（映画学校16期）
- 寺田明人（映画学校16期）
- 福田陽平（映画学校16期）
- 松林要樹（映画学校16期）
- 小野さやか（映画学校17期）
- 藤村享平（映画学校17期）
- 中井邦彦（映画学校18期）
- 岩永洋（映画学校19期）
- 石田秀範
- 市野龍一
- 小川王子

- 押田興将
- 権野元
- 木下高男
- 木村ひさし
- 合田経郎
- 塩崎遵
- 七字幸久
- 髙橋渉
- 多胡由章
- 中野量太
- 橋本信一
- 橋本渉
- 増井壮一
- 山口晃二
- 山口雄大
- 中村大哉
- 加瀬聡
- タートル今田
- 本広克行

##### 脚本家・作家
- 河本瑞貴（横浜2期）
- 大橋志吉（横浜4期）[3]
- 齋藤貴義（横浜9期）
- 伊藤康隆（映画学校1期）
- 足立紳（映画学校7期）
- 伊丹あき（映画学校7期）
- 港岳彦（映画学校7期）
- 石川美香穂（映画学校7期）
- 神永学（映画学校8期）
- 丸茂周（映画学校8期）
- 野木亜紀子（映画学校8期）
- 高橋郁子（映画学校10期）
- 難波望（映画学校10期）
- 岸川真（映画学校11期）
- 山辺健史（映画学校11期）
- 藤村享平（映画学校17期）

- 阿部和重
- 岡野勇
- 川﨑いづみ
- 桑田健司
- ケラリーノ・サンドロヴィッチ
- 佐野亨
- 沢木冬吾（中退）
- 高木裕治
- 鄭義信
- 林民夫
- 平澤竹識
- 平野靖士
- 本田光
- 宮下隼一
- 若木康輔
- 渡辺千明

##### プロデューサー
- 市川幸嗣（横浜3期）
- 大塚泰之（横浜3期）
- 坂本忠久（横浜3期）
- 井上文雄（横浜5期）
- 福島聡司（横浜6期）
- 志田篤彦（横浜6期）
- 田口聖（横浜9期）
- 都鳥伸也（映画学校16期）
- 都鳥拓也（映画学校16期）
- 大澤一生（映画学校17期）
- 石垣直哉
- 神吉良輔
- 木村俊樹
- 久保田傑
- 佐藤美由紀
- 鈴木ゆたか
- 鈴木嘉弘
- 中林千賀子
- 森井輝
- 渡辺栄二

##### 撮影・照明
- 田中一成（横浜1期）
- 岡雅一（横浜3期）
- さのてつろう（横浜3期）
- 山本英夫（横浜4期）
- 猪本雅三（横浜4期）
- 松島孝助（横浜4期）
- 伊東伸久（映画学校1期）
- 向後光徳（映画学校1期）
- 小林元（映画学校1期）
- 中須岳士（映画学校1期）
- 御木茂則（映画学校2期）
- 根岸宏（映画学校6期）
- 植松亮（映画学校7期）
- 早坂伸（映画学校11期）
- 茂木一樹（映画学校11期）
- 加藤哲宏（映画学校16期）

- 石田健司
- 江原祥二
- 太田好治
- 菊池亘
- 北信康
- 釘宮慎治
- 相馬大輔
- 寺田緑郎
- 中村夏葉

##### 録音・音響
- 土屋和之（横浜1期）
- 横溝正俊（横浜1期）
- 小原善哉（横浜5期）
- 藤丸和徳（横浜5期）
- 尾崎聡（横浜10期）
- 石貝洋（横浜12期）
- 真道正樹（映画学校1期）
- 中山隆匡（映画学校1期）
- 藤本賢一（映画学校1期）
- 柳屋文彦（映画学校1期）
- 勝亦さくら（映画学校15期）

- 岩丸恒
- 小川武

##### 編集
- 掛須秀一（横浜1期）
- 只野信也（横浜2期）
- 阿賀英登（横浜2期）
- 島村泰司（横浜3期）
- 川瀬功（横浜3期）
- 小島俊彦（横浜4期）
- 井上秀明（横浜4期）
- 阿部亙英（横浜5期）
- 太田義則（横浜6期）
- 大永昌弘（横浜9期）
- 宮島竜治（映画学校1期）
- 松尾浩（映画学校1期）
- 前嶌健治（映画学校7期）
- 伊藤潤一（映画学校11期）

- 小池義幸（映画学校13期）
- 辻井潔（映画学校16期）
- 宮崎景子（映画学校17期）
- 今井剛
- 大畑英亮
- 岡部由紀子
- 奥田朋恵
- 菊井貴繁
- 冨田伸子
- 豊里洋
- 坂東直哉
- 村上雅樹
- 矢船陽介

##### スクリプター
- 生田透子
- 森直子
- 柳沼由加里

##### 美術・大道具・塗装
- 福澤勝広（横浜5期）
- 原田哲男（横浜10期）
- 金勝浩一
- 松塚隆史

##### VFX
- 松本肇（ビジュアルエフェクト スーパーバイザー）

##### 俳優
- 隆大介（横浜1期）
- 長谷川初範（横浜2期）
- いずみ尚（横浜7期）
- 入江雅人（横浜9期）
- 田中弘太郎 （映画学校1期）
- 藤井千夏 （映画学校1期）
- 岩崎聡子 （映画学校4期）
- 蒲生純一（映画学校7期）
- 笠兼三（映画学校7期）
- サーモン鮭山（映画学校9期）
- 山本圭祐（映画学校14期）
- 依田哲哉（映画学校14期）
- 清水優（映画学校18期）
- ペ・ジョンミョン（映画学校18期）
（現・裵ジョンミョン）
- 富岡英里子（映画学校22期）
- 赤澤涼太

- 有山尚宏
- 北村有起哉
- 野口雅弘
- 松崎悠希
- 山本昌弘
- 鈴木孝之 (俳優)（映画学校24期）

##### お笑いタレント
- ピックルス（横浜6期）
- 象さんのポット（横浜7期）
- ウッチャンナンチャン…内村光良・南原清隆（横浜9期）
- 出川哲朗（横浜9期）
- 升野英知（バカリズム）（映画学校9期）
- 松下敏宏（元バカリズム）（映画学校9期）
- ファンキーモンキークリニック（映画学校7期）
- 古坂大魔王（映画学校7期※中退）
- 狩野英孝
- 平子祐希（アルコ＆ピース）
- こばやしけん太
- JJポリマー
- 磁石
- ニッチェ
- 渡辺ラオウ
- 与座よしあき（元ホーム・チーム）
- 檜山豊（元ホーム・チーム）
- 桐野安生

##### その他
- 馮智英（歌手）（横浜1期）
- 小島康史（大学教授）（日本映画学校1期）
- 出町光識（映画配給・プロデューサー）（映画学校1期）
- 菅原敬太（漫画家）（映画学校5期）
- 剣持光（ものまね芸人・作家・昭和サブカルチャー研究家）（映画学校10期）
- いっこく堂（腹話術師）
- 榎本俊二（漫画家）
- 山内麻里子（ミュージシャン）
- 山辺健史（ノンフィクションライター）
- 三沢伸（アニメーション監督・アニメーション演出家）
- 梅澤淳稔（アニメーション監督・アニメーションプロデューサー）
- 芝田浩樹（アニメーション監督）
- 柳家やなぎ（落語家）
- 軸原ヨウスケ（グラフィックデザイナー）
- ようへい（元落語家、ラジオパーソナリティ）中退
- 藤本理子（タレント）

## 劇場公開された卒業制作作品

### 日本映画学校時代
- バナナシュート裁判（1989年 佐藤闘介監督）
- らせんの素描（1991年 小島康史監督）
- 妻はフィリピーナ（1993年 寺田靖範監督）
- ファザーレス 父なき時代（1998年 茂野良弥監督）
- 青〜chong〜（1999年 李相日監督）
- あんにょんキムチ（1999年 松江哲明監督）
- home（2001年 小林貴裕監督）
- 熊笹の遺言（2002年 今田哲史監督）
- 私をみつめて（2004年 木村茂之監督）
- アヒルの子（2005年 小野さやか監督）

## 関係機関等

### 麻生区6大学公学協働ネットワーク
- 麻生区
- 昭和音楽大学
- 玉川大学
- 田園調布学園大学
- 明治大学
- 和光大学

### 学術交流協定締結校
- 韓国国立芸術総合大学
- 国立台北芸術大学
- 北京電影学院
- インドネシア国立ジャカルタ芸術大学
- 全ロシア国立映画大学
- 台北メディアスクール

### 包括的連携協定
- 昭和音楽大学

### 地方自治体等
- 一般社団法人白山まちづくり協議会

## 公式サイト
- 日本映画大学